# Simon Yates
Simon Philip Yates (Bury, 1992. augusztus 7. –) brit profi kerékpárversenyző, a Team Visma Lease a Bike csapat versenyzője. 2018-ban megnyerte a Vueltát. Ikertestvére Adam Yates kerékpárversenyző.

## Pályafutása
Simon Yates a testvérével, Adammel édesapjuk balesete után kezdtek el vele kerékpározni mind pályán, mind országúton. 2010-ben a britek beválasztották az olimpiai programjukba, így a 2010-es nemzetközösségi játékokon is szerepelhetett. Legjobb eredményét pályakerékpárban a 2013-as világbajnokságon érte el, ahol a pontversenyben a szakág világbajnoka lett. Országúton az első komolyabb megmérettetésére a Tour de l'Aveniren került sor, ahol az ötödik és a hatodik szakaszt is meg tudta nyerni, sőt előbbin testvérével együtt aratott kettős győzelmet. Végül az összetettet a tizedik helyen zárta. Később a Tour of Britain-en is részt vehetett, miután beválasztották a nemzeti csapatba. Ezt egy szakaszgyőzelemmel hálálta meg, és az összetettben a harmadik lett. 2014-ben testvérével együtt a Orica–GreenEDGE csapatához szerződött. Az idénye azonban nem indult jól, a Török körverseny harmadik szakaszán bukott és kulcscsonttörést szenvedett. Felépülése után meglepetésre nevezték a hazai nagy rajttal induló Tour de France-ra, ahol a négy brit induló egyike volt. Néhány szökésben részt vett, de a második pihenőnap után feladta a versenyt. A következő évben hatodik lett a Tour de Romandie-n, és ötödik a baszk körversenyen, valamint a Critérium du Dauphiné Libéré-n, utóbbin ráadásul a legjobb fiatal versenyző lett. Ismét indulhatott a Touron, de szakaszgyőzelmet nem szerzett. 
2016-ban hetedik lett a Párizs–Nizzán, de utólag kizárták, mivel egyik doppingmintájában terbutalint találtak. A csapata magára vállalta a felelősséget, mivel szerintük a doppingszer a csapat orvosa által kiadott asztmagyógyszerben lehetett benne. Az UCI végül négy hónapra eltiltotta Yatest a versenyzéstől, így a Touron sem indulhatott el, ahol testvére a negyedik lett. Végül a Vueltán indult felfüggesztése után, ahol a 6. szakaszon megszerezte első háromhetes szakaszgyőzelmét.

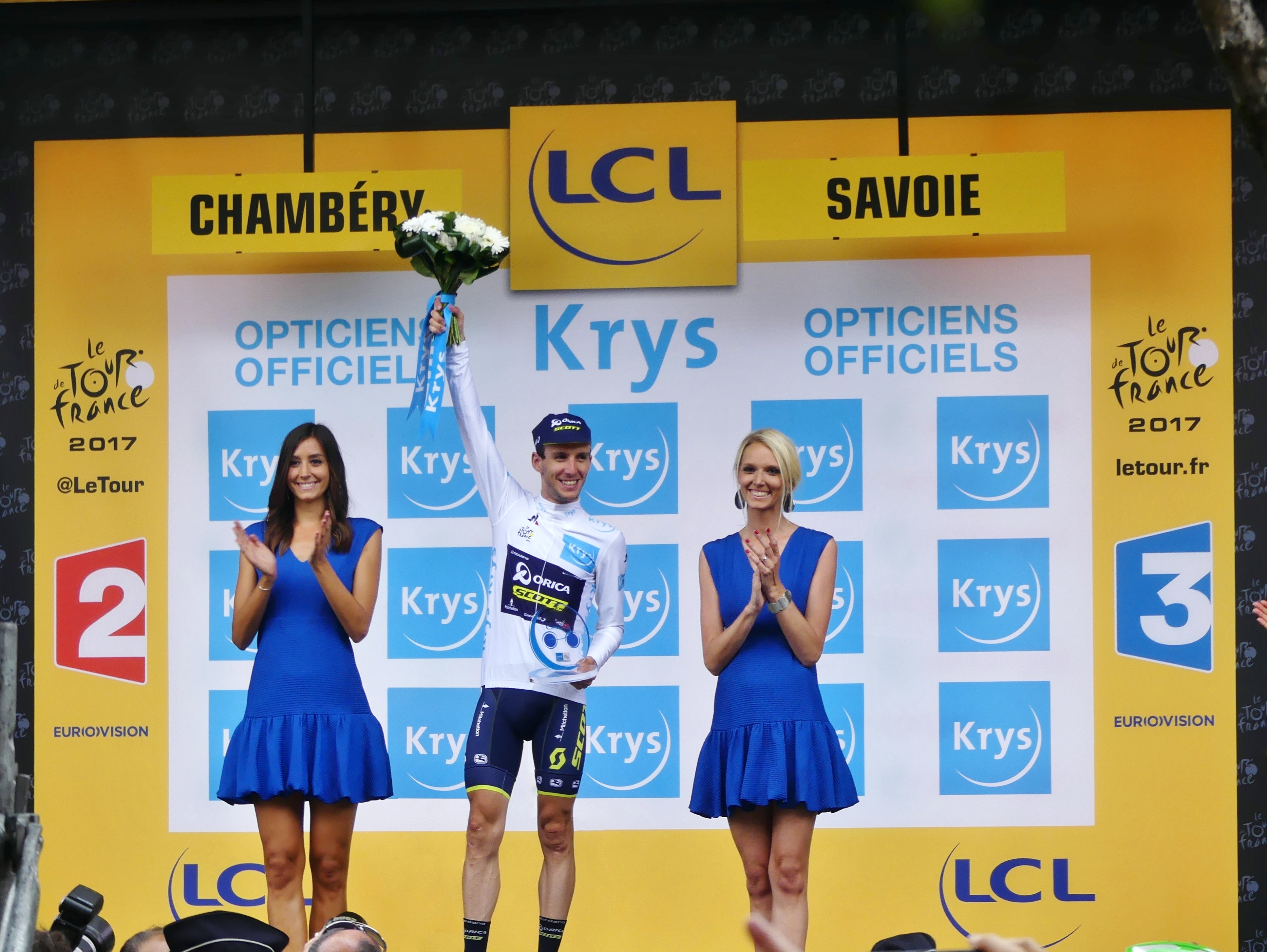
Yates a fehér trikóban a 2017-es Tour de France-on

2017-ben kilencedik lett a Párizs–Nizzán, majd második a Romandie-n. A Touron szakaszt ugyan nem nyert, de az összetettben a hetedik helyen zárt, ezzel együtt pedig testvére után egy évvel ő nyerte a legjobb fiatalnak járó fehér trikót. Jól kezdődött a 2018-as éve, egészes az utolsó szakaszig ő vezette a Párizs–Nizza összetettjét, de Marc Soler az utolsó szakaszon támadott és végül négy másodperccel meg is verte Yateset az összetett elsőségért. Később negyedik lett a katalán körversenyen, majd elindult a Giro d’Italián. A negyedik szakaszon, az Etnán támadott, majd utolérte csapattársát Chavest. A szakaszt a kolumbiai nyerte, Yates viszont második helyének köszönhetően átvette az összetett első helyezettjének járó rózsaszín trikót. A kilencedik szakaszon tovább erősítette az első helyét, miután a Gran Sasson végződő szakaszt meg tudta nyerni. Az utolsó kilométeren tizenegy versenyző volt még harcban a győzelemért, közülük Yates volt a legerősebb és nyerte meg a szakaszt Pinot és Chaves előtt. A következő szakaszon a csapat második kapitánya, Chaves, sokat kapott, így Yates lett az egyedüli kiemelt embere a csapatnak, ezt másnap egy újabb szakaszgyőzelemmel meg is szilárdította. A Zoncolanon Froome mögött a második lett, majd a 15. szakaszon ismét nyerni tudott, így már harmadik szakaszgyőzelmét szerezte a versenyen. Az utolsó hegyen hagyta állva a mezőnyt és 40 másodpercces előnnyel nyerte meg a szakaszt, ezzel pedig több, mint két percesre növelte az előnyét az összetettben.Vezető helyét egészen a 19. szakaszig tudta megtartani, amikor Chris Froome híres, Finestrén történő támadása közben rogyott meg. Froome több, mint három perccel verte meg az esélyeseket, de Yates 38 perces hátrányt szedett össze és elvesztette minden esélyét arra, hogy megnyerje a Girót. Végül a 21. helyen zárta a háromhetes, több, mint egy óra hátránnyal. A Giro utáni első komolyabb versenye a Tour de Pologne volt, ahol a második lett, majd a Vueltán ismét megpróbálta megszerezni első Grand Tour győzelmét. A 9. szakaszon, egy nap erejéig át is vette a piros trikót, majd a 14. szakaszon ismét átvette az összetett vezetést, miután megnyerte a szakaszt. Az utolsó emelkedőn nyolc versenyző maradt versenyben, majd Yates 500 méterrel a cél előtt támadott és nyert. Az utolsó héten még sikerült is tovább növelnie az előnyét, így a szerencsétlen Giroja után végül sikerült megszerezni első háromhetes győzelmét.

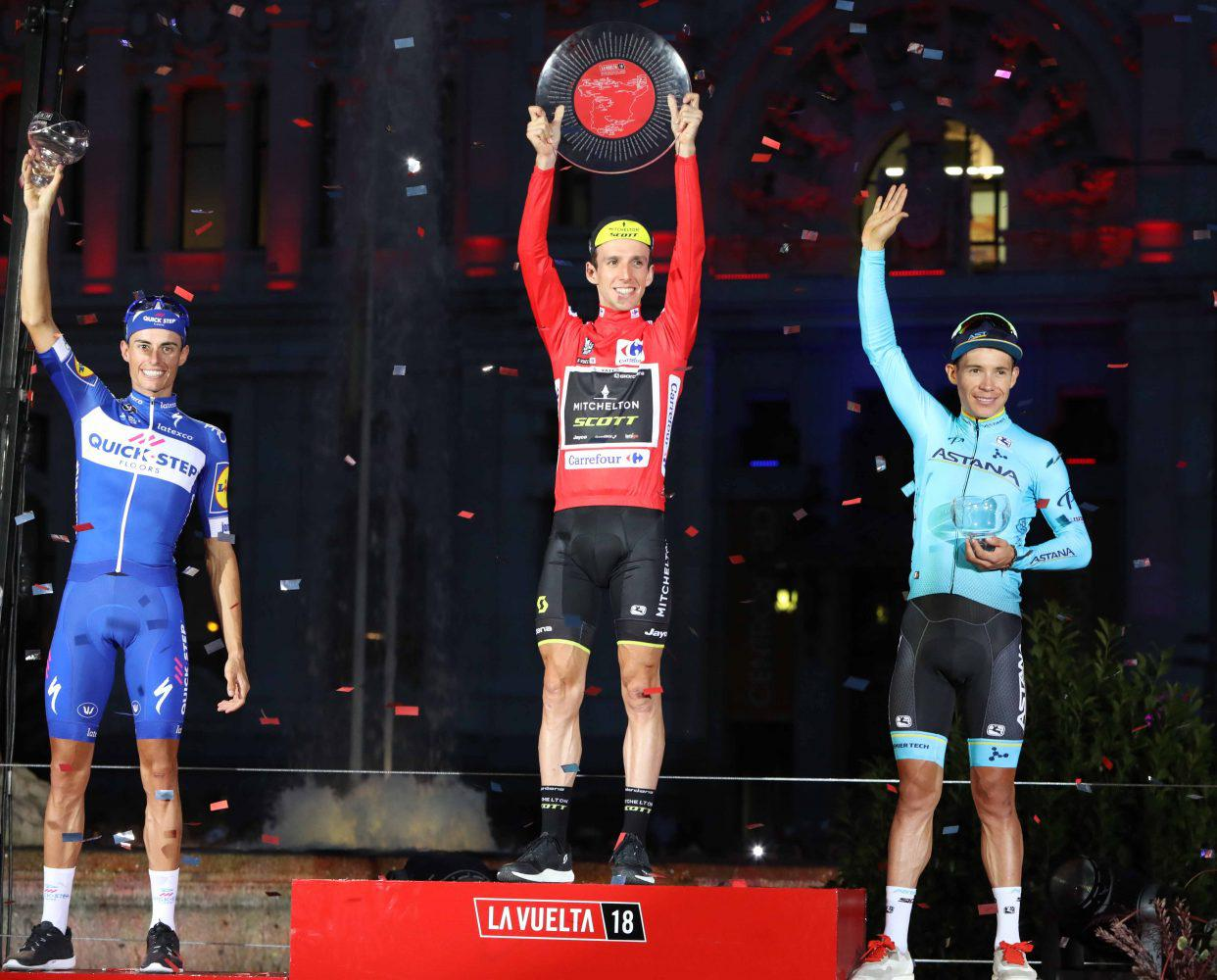
Yates a 2018-as Vuelta eredményhirdetésén

2019-ben meglepetésre a Párizs–Nizzán megszerezte első győzelmét egy időfutamon, ami egészen addig az egyik gyengeségének számított a hegyimenő alkata miatt. Az elmúlt év miatt a Giróra az egyik összetett esélyesként érkezett, az első szakasz időfutamán egyből a második lett Roglič mögött. Ezt követően azonban többször is veszített időt az esélyesekhez képest, a 9. szakaszon rendezett időfutamon például 3 percet kapott az összetett győztestől, így az összetettben is csupán a nyolcadik helyen zárt.
A Tourra testvére segítőjeként érkezett, így elsődlegesen nem az összetett győzelem volt a célja. A 12. szakaszon sikerült megnyernie a sprintet, miután a szökéssel hazaért és megnyerte a sprintet Bilbao és Mühlberger előtt, így ezzel a győzelmével immáron mind a három nagy háromhetes körversenyről rendelkezett szakaszgyőzelemmel. Később a 15. szakaszon is sikerült szakaszt nyernie, ismételten szökésből. 8 kilométerrel a vége előtt támadta be a többi szökevényt, majd onnantól egészen a célig egyedül tartotta magát és fél perces előnnyel nyert az esélyesek előtt.
2020-ban remekül indítottja a szezonját, ugyanis első próbálkozására sikerült megnyernie a Tirreno–Adriaticót. Első háromhetesére a Girón került sor, de a 8. szakasz előtt kénytelen volt feladni a versenyt, miután pozitív koronavírus tesztet produkált. Később a fertőzés miatt más versenyen nem is indult az évben. A következő évben megnyerte a Tour of the Alpst, majd elindult a Girón. Általában az esélyesek csoportjával érkezett meg, de Bernal erősebbnek bizonyult nála a hegyeken. A 19. szakaszon az utolsó kilométereken támadta be az esélyeseket és nyerte meg a szakaszt pár másodperces előnnyel. Végül az összetettben a harmadik lett Egan Bernal és Damiano Caruso mögött. Nyáron a Touron is elindult, de a 13. szakaszon belekeveredett egy bukásba. Vissza tudott még ülni a kerékpárjára és folytatta a versenyt, de néhány kilométerrel később feladta. 2022-ben ismételten második lett a Párizs–Nizzán, majd elindult a Girón, hogy ismételten harcbaszálljon az összetett győzelemért. A verseny jól indult számára, a budapesti időfutamon a favoritokat megverve nyerte meg az időfutamot és jött fel ezzel van der Poel mögé az összetett 2. helyére. Az első hegyi szakaszig tartotta magát az első tízben, de a Blockhauson több percet kapott az esélyesektől és elszálltak az összetett győzelmi reményei. Ezután már csak szakaszgyőzelmekben reménykedett, ami a 14. szakaszon ismét összejött neki. Az utolsó emelkedőn a három összetett esélyestől tudott elszakadni és nyerte meg a szakaszt pár másodperc előnnyel. Végül a 17. szakaszon térdproblémák miatt feladta a versenyt. A 2022-es Vueltán is elindult, sokáig esélyes volt egy dobogós helyezésre, azonban a 10. szakasz után az ötödik helyről fel kellett adnia a versenyt, miután ismét koronavírusos lett.

## Eredményei
| Grand Tour eredményei           |      |      |      |      |      |      |      |      |      |
| Grand Tour                      | 2014 | 2015 | 2016 | 2017 | 2018 | 2019 | 2020 | 2021 | 2022 |
| Giro d’Italia                   | –    | –    | –    | –    | 21.  | 8.   | Ki   | 3.   | Ki   |
| Tour de France                  | Ki   | 89.  | 7.   | –    | 49.  | –    | Ki   | –    | –    |
| Vuelta a España                 | –    | –    | 6.   | 44.  | 1.   | –    | –    | –    | Ki   |
| Egyhetesek                      |      |      |      |      |      |      |      |      |      |
| Verseny                         | 2014 | 2015 | 2016 | 2017 | 2018 | 2019 | 2020 | 2021 | 2022 |
| Párizs–Nizza                    | 44.  | 29.  | Kiz  | 9.   | 2.   | 25.  | –    | –    | 2.   |
| Tirreno–Adriatico               | –    | –    | –    | –    | –    | –    | 1.   | 10.  | –    |
| Katalán körverseny              | –    | –    | –    | –    | 4.   | 13.  | ×    | 9.   | Ki   |
| Baszk körverseny                | 11.  | 5.   | Ki   | 22.  | –    | –    | ×    | –    | –    |
| Tour de Romandie                | –    | 6.   | –    | 2.   | –    | –    | ×    | –    | –    |
| Critérium du Dauphiné Libéré    | –    | 5.   | –    | 13.  | –    | –    | –    | –    | –    |
| Tour de Suisse                  | –    | –    | –    | –    | –    | –    | ×    | –    | –    |
| Monumentumok                    |      |      |      |      |      |      |      |      |      |
| Verseny                         | 2014 | 2015 | 2016 | 2017 | 2018 | 2019 | 2020 | 2021 | 2022 |
| Milánó–Sanremo                  | –    | 37.  | 95.  | –    | –    | –    | –    | –    | –    |
| Flandriai körverseny            | –    | –    | –    | –    | –    | –    | –    | –    | –    |
| Párizs–Roubaix                  | –    | –    | –    | –    | –    | –    | ×    | –    | –    |
| Liège–Bastogne–Liège            | –    | 39.  | –    | 153. | –    | –    | –    | –    | –    |
| Giro di Lombardia               | Ki   | 18.  | –    | –    | –    | –    | –    | 86.  | –    |
| Klasszikusok                    |      |      |      |      |      |      |      |      |      |
| Verseny                         | 2014 | 2015 | 2016 | 2017 | 2018 | 2019 | 2020 | 2021 | 2022 |
| Strade Bianche                  | –    | –    | –    | –    | –    | –    | –    | 63.  | –    |
| Amstel Gold Race                | –    | –    | –    | –    | –    | –    | ×    | –    | –    |
| La Flèche Wallonne              | 78.  | 62.  | –    | –    | –    | –    | –    | –    | –    |
| Clásica San Sebastián           | Ki   | 14.  | 7.   | 18.  | –    | Ki   | ×    | 22.  | 6.   |
| Grand Prix Cycliste de Québec   | 22.  | 82.  | –    | –    | –    | –    | ×    | ×    | –    |
| Grand Prix Cycliste de Montréal | 36.  | 16.  | –    | –    | –    | –    | ×    | ×    | –    |